# Velma Middleton
Velma Middleton, née le 1er septembre 1917 à Saint-Louis dans le Missouri et morte le 10 février 1961 à Freetown en Sierra Leone, est une chanteuse de jazz américaine.

## Carrière

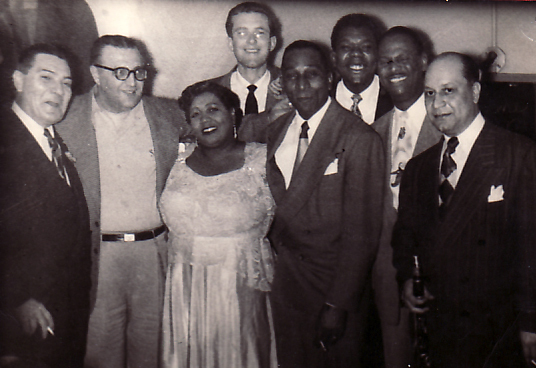
De gauche à droite : Jack Teagarden, Sandy DeSantis, Velma Middleton, Fraser MacPherson, Cozy Cole, Arvell Shaw, Earl Hines et Barney Bigard, Palomar Supper Club, Vancouver, mars 1951.

Au début des années 1930, elle chante dans des night-clubs avant rejoindre le Connie McLean's Orchestra en 1938, avec lequel elle se produit en Amérique du sud, et travaille aussi comme soliste.
Elle rejoint l'orchestre de Louis Armstrong en 1938. En raison d'un boycott de syndicats de musiciens contre les majors de l'industrie musicale (Recording ban (en)), elle n'est mentionnée sur les pochettes de disques d'Armstrong qu'à partir de 1946.
Après la dissolution de son Big band en 1947, elle fait partie des All Stars : elle remplit un rôle humoristique lors ses prestations avec Armstrong notamment lors de leurs duos That’s My Desire, Baby It’s Cold Outside ou Big Butter and Egg Man. Elle enregistre deux albums à son nom avec Earl Hines en 1948 et Cozy Cole en 1952.
Elle meurt lors d'une tournée qu'elle effectuait avec Louis Armstrong sur le continent africain.
Scott Yanow, sur Allmusic, qualifie sa voix de « moyenne mais assez agréable et teintée de bonne humeur ».

## Discographie
- (en) « Velma Middleton » (fiche artiste), sur Discogs

## Sources
- (de) Carlo Bohländer, Karl Heinz Holler, Christian Pfarr, Reclams Jazzführer 4, édition révisée et complétée, Reclam, Stuttgart, 1990,  (ISBN 3-15-010355-X).
- (en) Ian Carr, Digby Fairweather (en), Brian Priestley (en), The Rough Guide to Jazz 3, Rough Guides,  (ISBN 1843532565).
- (en) Leonard Feather et Ira Gitler, The Biographical Encyclopedia of Jazz, Oxford University Press, New York 1999,  (ISBN 0-19-532000-X).